# Прела
Прела̀ (на италиански и на лигурски: Prelà) е село и община в Северна Италия, провинция Империя, регион Лигурия. Разположено е на 151 m надморска височина. Населението на общината е 500 души (към 2011 г.).